# Coluber insulanus
Coluber insulanus là một loài rắn trong họ Rắn nước. Loài này được Mertens mô tả khoa học đầu tiên năm 1965.